# يو إف سي ليلة القتال: إدواردز ضد محمد
يو إف سي ليلة القتال: إدواردز ضد محمد (بالإنجليزية: UFC Fight Night: Edwards vs. Muhammad)‏ هو حدث لفنون القتال المختلطة نظمته يو إف سي، أُقيم في 13 مارس 2021، على يو إف سي أبيكس في إنتربرايز، نيفادا، الولايات المتحدة.